# Трундаев, Евгений Валентинович
Евге́ний Валенти́нович Трунда́ев (27 сентября 1986, Зарайск, Зарайский район, Московская область, РСФСР, СССР — 15 октября 2014, Смелое, Славяносербский район, Луганская область, Украина) — старший лейтенант, командир противотанкового взвода 1-го мотострелкового батальона 200-й отдельной Печенгской мотострелковой бригады Западного военного округа. Герой Российской Федерации (2015).

## Биография
Евгений Валентинович Трундаев родился 27 сентября 1986 года в Зарайске Московской области. Родители — Валентин Петрович и Вера Анатольевна Трундаевы. По национальности — русский.
Окончил среднюю школу в селе Чулки-Соколово Зарайского района. В 2004 году поступил в Московское высшее военное командное училище, которое окончил в 2008 году. Затем проходил военную службу в должности командира мотострелкового взвода 1-го мотострелкового батальона 200-й отдельной Печенгской мотострелковой бригады Западного военного округа, а впоследствии был назначен командиром противотанкового взвода. Имел воинское звание старшего лейтенанта.
15 октября 2014 года в возрасте 28 лет был смертельно ранен в бою при исполнении служебных обязанностей, обстоятельства которых и место смерти не были разглашены. 22 октября того же года был похоронен на Егорьевском кладбище в Зарайске. Согласно данным Службы безопасности Украины, Трундаев был убит во время боёв за 32-й блокпост близ села Смелое Луганской области Украины. В 2015 году информация о гибели военнослужащих «в мирное время в период проведения специальных операций» была засекречена указом президента России Владимира Путина.

## Награды
- Звание «Герой Российской Федерации» с удостаиванием медали «Золотая звезда» (посмертно, 19 марта 2015 года, «закрытым» указом президента России) — «за проявленное мужество и героизм при исполнении воинского долга»[7][2][15][16].
- Орден Мужества (сентябрь 2014 года)[7][2][3].
- Медаль «За воинскую доблесть» II степени (январь 2014 года)[7][2][3].
- Медаль «За отличие в военной службе» III степени (декабрь 2014 года)[7][2][3].
- Медаль «За возвращение Крыма» (март 2014 года)[7][2][3].
- Медаль «100 лет Московскому высшему общевойсковому командному училищу» (февраль 2018 года, посмертно)[3].

## Память

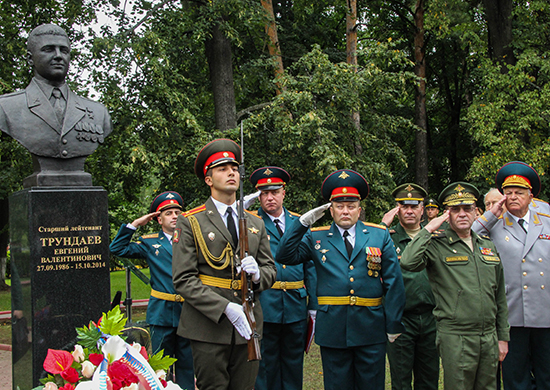
Бюст Трундаева на Аллее славы Московского высшего военного командного училища

В 2016 году на могиле Трундаева был открыт памятник. В том же году мемориальная доска была установлена на здании школы в Чулки-Соколово. В 2017 году на Аллее славы Московского высшего военного командного училища был открыт бюст Трундаева. Бюст также был открыт на базе 200-й отдельной мотострелковой бригады в Печенге.
В 2017 году мемориальная доска была установлена на Аллее героев у районного дома культуры имени В. И. Леонова в Зарайске, а в 2018 году — на доме Трундаева в Чулки-Соколово. В 2019 году Трундаеву был посвящён автопробег по реке Осётр близ Зарайска. В 2020 году у памятника воинам-интернационалистам в Зарайске была открыта Стена памяти, на которой значится Трундаев.

## Связанные события
По данным Службы безопасности Украины, российские спецслужбы намеревались отомстить за смерть Трундаева. В январе 2020 года СБУ задержала бывшего бойца Национальной Гвардии Украины Юрия Донцова, которого могло завербовать ФСБ России. По приказу россиян он, якобы должен был взорвать бывшего украинского разведчика Григория Сиваченко, которого россияне подозревали в смерти Трундаева и нескольких военных инструкторов из России в боях за 32-й блокпост у села Смелое Луганской области.

## Личная жизнь
Был женат, остался сын.

### Комментарии
1. ↑  Руководство России отрицало участие российских военнослужащих в вооруженном конфликте на востоке Украины[14].